# Orange yane no chiisa na ie
Orange yana no chiisa na ie (オレンジ屋根の小さな家?, Orenji yane no chiisa na ie, lett. "La casetta dal tetto arancione") è un manga scritto e disegnato da Noriyuki Yamahana per la rivista Business Jump di Shūeisha.
I 64 capitoli della vicenda sono stati poi raccolti in 8 volumetti tankōbon.
Il titolo fa riferimento alla casa in cui abiteranno i Ninomiya e gli Oukajima durante le vicende, che tutti descrivono come una graziosa villetta dal tetto arancione.

## Trama
Shoutaro Ninomiya è un alacre impiegato, lavora sodo e con profitto e la sua dedizione al lavoro lo porta addirittura a ricevere il premio per il "miglior impiegato dell'anno" dalla sua azienda. Ma la felicità per il riconoscimento è di breve durata: tornando a casa, infatti, la moglie Yuki gli chiede di divorziare e di tenere lui i due figli: Ryota e Yota, che vanno ancora alle elementari.
Tornando dal lavoro l'uomo passa davanti alla open-house di un nuovo gruppo di case in vendita e si lascia convincere a comprarne una nella speranza che una casa migliore e un'atmosfera familiare più serena facciano ritornare la ex-moglie sui suoi passi mentre i due figli faticano a comprendere le ragioni della donna.
Parallelamente Natsumi Oukajima, sposata Yano, rientrando dallo shopping con le due figlie trova il marito a letto con un'altra e i due decidono di divorziare.
Come Shoutaro, anche Natsumi compra una casa di nuova costruzione.
Quando entrambe le famiglie si trasferiscono, però, scoprono che sono stati raggirati e che la stessa casa è stata venduta ad entrambi, decidono quindi di fare temporaneamente fronte al problema coabitando per un periodo mentre la polizia indaga sulla truffa di cui sono stati vittima.
La coabitazione si rivela problematica: la figlia maggiore di Natsumi, Rina, e Ryota non vanno per niente d'accordo e ad entrambi i gruppi sembra strano dover dividere gli spazi comuni come la cucina e il bagno, ma i due figli più piccoli, Luna e Yota, si trovano subito simpatici creando un primo legame e, anche se imbarazzati dalle vicende e per niente a loro agio, anche Shoutaro e Natsumi inizieranno ad abituarsi cooperando per il bene "della casa".
Una serie di vicende, come la fuga di Yota in cerca della mamma, con la quale deciderà però di non rimanere, l'incontro con i personaggi del vicinato e gli amici e il fare fronte comune davanti ai problemi della famiglia allargata rinsalderanno i legami tra il gruppo e creeranno le basi di un iniziale rapporto di fiducia basato su tanti episodi di mutuo sostegno.
Shoutaro e Natsumi, detta Nacchi, incominceranno anche a provare un iniziale legame romantico, sebbene la stranezza dello stesso li porterà più e più volte a negarlo sia a se stessi che ad altri personaggi, inoltre la fatalità delle esperienze trascorse faranno loro fare considerazioni ciniche e disfattiste su un possibile rapporto. Il legame però crescerà ulteriormente.
Tra loro si porranno prima Satsuki, l'avvenente collaboratrice di Shou, poi il dentista del quartiere che ha messo gli occhi su Natsumi, infine anche Nozomi, amica d'infanzia di Shoutaro e nuova vicina di casa, anch'essa mamma single con una figlia per cui Ryota ha una cotta tra l'odio di Rina e le macchinazioni di Nozomi.
Quando finalmente i due genitori incominceranno ad aprirsi e ammettere i loro sentimenti, ulteriori complicazioni si frapporranno tra loro, per esempio il fatto che il divorzio di Natsumi non sia ancora formalizzato a seguito della mancata approvazione dei suoceri al documento, che hanno requisito.
Natsumi proverà in tutti i modi a convincerli, con poco successo, ma si scoprirà col tempo che il brutto carattere della ex-suocera e le continue angherie a cui sottopone Natsumi sono in realtà un paravento per la sua solitudine e, quando proprio la suocera sarà ricoverata in ospedale e saranno le sue sorelle a maltrattare la donna, questa si metterà di mezzo per salvarla. Infine, con la prospettiva di un grosso debito dell'ex-marito che ricadrebbe sulle sue spalle, deciderà infine di lasciarla libera di seguire il proprio cuore e risposarsi.

## Personaggi
- Shoutaro Ninomiya: impiegato sulla trentina e direttore vendite del reparto elettrodomestici di un grande magazzino. È un gran lavoratore e anche un uomo sensibile e buono. La sua dedizione gli ha valso il premio come "miglior impiegato dell'anno", cosa per la quale i colleghi lo prendono in giro. Il divorzio dalla moglie Yuki cambierà molte cose per lui, a cominciare dalla percezione che ha della sua famiglia e farà un profondo esame di coscienza su quanto la sua assenza in casa, essendo sempre assorbito dal lavoro, abbia influito sugli eventi. Si dimostra un padre gentile e disponibile, sempre pronto per i suoi figli e anche disposto a farsi da parte. Prova da subito una fascinazione per Natsumi che crescerà nel tempo vedendola prendersi cura della casa e anche figli non suoi e desidererà costruire con lei una nuova famiglia. Si legherà molto a Rina, incoraggiandola nella sua carriera di modella, ma essendo sempre presente quando c'è bisogno.

- Natsumi Oukajima: all'inizio della vicenda è sposata Yano, ma divorzia dal marito dopo l'ennesima storia di quest'ultimo con un'altra. Nella vita fa la casalinga e ogni tanto si interroga se questo suo essere semplice e dedita alla casa non abbia stufato presto l'ex marito. La coabitazione iniziale la mette alla dura prova, essendo rimasta molto ferita dall'ex, infatti fatica ad accettare l'idea di abitare con qualcuno e, successivamente, la prospettiva di costruire qualcosa di nuovo. Quando finalmente si sarà convinta di desiderare una nuova famiglia con Shoutaro inizieranno molte difficoltà con la ex-suocera, che la tratterà come una Cenerentola costringendola a pulire e sgobbare per lei. Infine la conquisterà grazie alla sua dolcezza. Nonostante tutte le esperienze rimane una donna piuttosto ingenua.

- Ryota Ninomiya: è il figlio maggiore di Shou e della prima moglie Yuki, è un ragazzo sportivo appassionato di calcio, molto energetico. Si affezionerà molto a Natsumi e anche a Luna, ma instaurerà un rapporto conflittuale con Rina per poi ammettere infine di esserle affezionato. Nonostante l'età si preoccupa dei sentimenti dei genitori e decide di verificare che le decisioni della madre biologica non l'abbiano portata a pentirsene.

- Yota Ninomiya: è il figlio più piccolo di Shou, ha cinque anni e frequenta l'asilo insieme a Luna. Lui e la figlia minore di Natsumi stringeranno un forte legame fraterno. È lui che inizia a chiamare la mamma adottiva Nacchi, nomignolo che le rimarrà.

- Rina Oukajima: è la figlia maggiore di Ntasumi e del suo primo marito ed essendo sua madre divorziata con la custodia dei figli ha preso il suo cognome da nubile. È una ragazzina molto carina e disinvolta, solare e positiva che viene reclutata come modella. Ha un rapporto difficile con gli uomini come gli insegnanti o i produttori, ne è terrorizzata a seguito di alcuni episodi del passato che l'hanno portata a sfoggiare nei loro confronti atteggiamenti aggressivi, ma la dolcezza di Shoutaro e la sua presenza riusciranno a ridarle fiducia nelle sue capacità. Non va d'accordo con Ryota.

- Luna Oukajima: come la sorella maggiore ha preso il cognome da nubile della madre dopo il divorzio. È una ragazzina affettuosa e gentile, lega subito con Yota e i due giocano spesso assieme come due fratelli gemelli.

- Harumi Oukajima: sorella minore di Natsumi, è una donna volitiva e decisa che però non riesce a trovare un uomo e sistemarsi o tenesi un lavoro (ne cambia diversi durante la storia). Il confronto con la sorella evidenzia le loro diversità di carattere. Capito ad un certo punto che Natsumi è innamorata, cercherà di spronarla a ricostruirsi una famiglia insieme a Shoutaro.

- Nozomi: è una vecchia amica d'infanzia di Shoutaro e da sempre innamorata di lui. Anche lei è una mamma single di ritorno e intende sposare l'uomo che ama fin da ragazzina, salvo poi scoprire che lui ha già un'alta donna con la quale si metterà spesso in competizione.

- Yuki: è la ex moglie di Shoutaro, quando i due si rincontrano ammette di essersi sentita sopraffatta dalla responsabilità di una casa e dei figli e del tutto insoddisfatta, perciò ha mollato tutto nella speranza di ricostruirsi una vita di successi e ottenere quanto non aveva da sposata. Frequenterà il suo ex fidanzato del liceo e gli darà anche un figlio, ritrovandosi ancora una volta nel ruolo di moglie e madre e interrogandosi sulla bontà delle sue decisioni.

- Vicinato: sono gli abitanti del quartiere dove si trasferiscono i Ninomiya e gli Oukajima. Si spostano sempre a gruppi di tre, le donne conoscono Natsumi all'asilo e si interesseranno alla sua situazione, mentre gli uomini si incontreranno ogni giorno sul treno diretti al lavoro, confidandosi i loro problemi.